# 香港公眾游泳池月票計劃

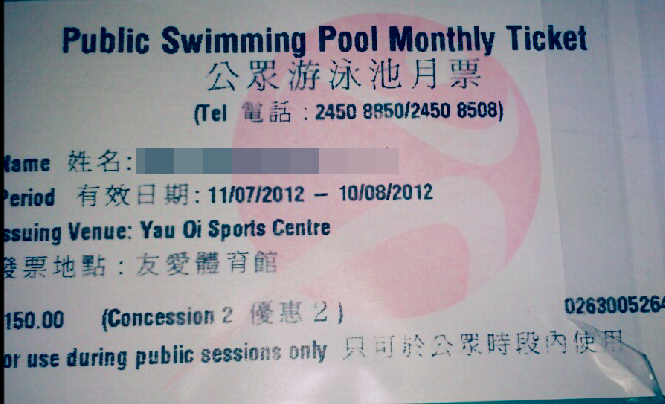
香港公眾泳池月票（優惠票價$150），上面印有持有人姓名、有效日期及購買地點等

香港公眾泳池月票計劃於2012年7月5日起開始使用（香港市民可以於同年6月21日起開始購買月票），由康樂及文化事務署負責。時任行政長官曾蔭權於《2011至2012年度香港行政長官施政報告》 中指月票推出的目的是希望減輕市民對游泳運動的支出，以鼓勵市民多做運動。

## 月票費用
月票費用為每月HK$300， 而年滿60歲長者、殘疾人士及其一名陪同者、3至13歲兒童和全日制學生可獲半費優惠（HK$150）

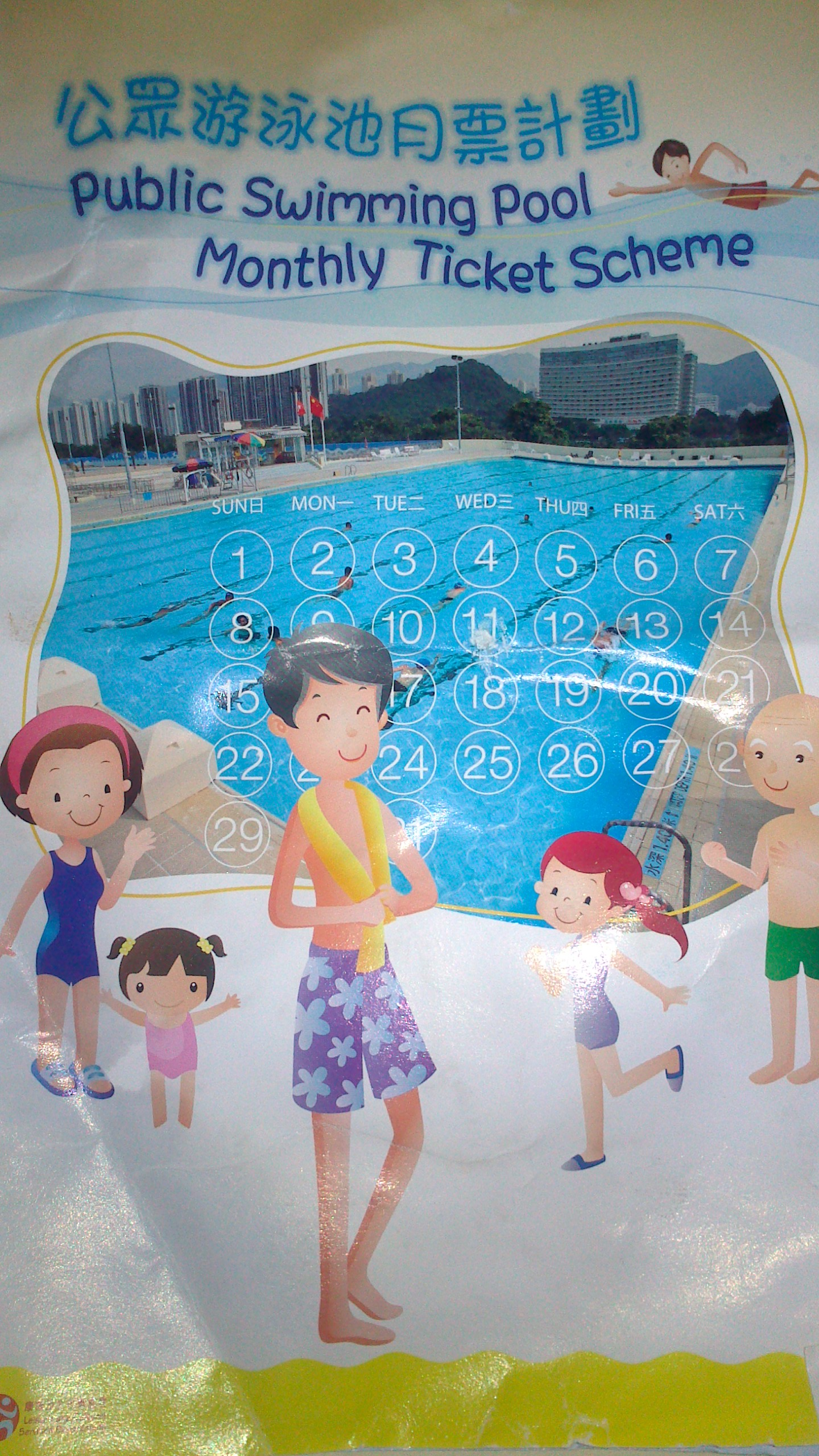
一張香港公眾泳池月票計劃宣傳單張

## 適用泳池
除灣仔游泳池外的康樂及文化事務署轄下所有香港公眾游泳池

## 適用時間
- 由月票生效日期起計一個月內，可在游泳池開放予公眾的時段內無限次使用。
- 生效日期可自行選擇。
- 注意如因天氣、緊急關閉、農曆年初一至年初三及免費開放日等清況，將不獲額外補償（於2019冠狀病毒病的情況下除外）。

例如:選擇於2017年8月4日為生效期之月票，可於8月4日至9月3日期間使用， 但同年8月23日懸掛十號風球、8月27日上午懸掛八號風球泳池暫停開放，以及8月6日的全民運動日全港市民可免費使用各種康體設施包括游泳池，有效期均不會被延長。
- 因應2019冠狀病毒病的最新情況，康樂及文化事務署由2020年1月29日起暫停開放轄下公眾游泳池，直至同年5月21日起陸續重開。泳池月票持有人可於分區康樂事務辦事處、泳池指定的售票處或公眾游泳池重新開放後，於相關辦事處遞交月票及已填妥的退款申請表，以辦理退款手續。

## 購票方法
- 市民可以各公眾游泳池月票指定售票處 （页面存档备份，存于）購買月票
- 購票時需出示香港身份證，而使用優惠月票之人士則需要出示附有持票人照片的有效全日制學生證／手冊、殘疾人士登記證等，以供查核資格，但「學生身分」或「殘疾人士身分」個人八達通卡並非優惠月票的證明文件。

## 注意事項
- 月票不得轉讓或轉借他人使用
- 需於指定入閘機進入泳池
- 以半費優惠購買月票的人士，須於購票前確定其在月票整段有效期內均符合享有優惠的資格。持票人如在購票後發現不符合享有優惠的資格，或是在月票有效期內失去享有優惠的資格，將不可使用有關月票進場，持票人亦不會獲退還全部或部分已繳的月票費用。持票人須繳付訂明的入場費或憑合適的月票進場。
- 每名殘疾人士只限一名陪同者可享半費優惠。以陪同者身分享有半費優惠的人士，在並非陪同殘疾人士的情況下進入公眾游泳池時，則有關優惠並不適用。他們須繳付訂明的入場費或憑合適的月票進場。
- 未滿12歲的持票人必須由成人陪同，方可進入公眾游泳池。
- 如須輪候進場，持票人須與其他使用者一起排隊，以先到先得方式進場。持票人不會獲安排優先進場。
- 入場時需出示月票智能卡；如月票持有人並非智能卡，需出示月票及香港身份證。
- 如使用優惠月票之人士，入場時需出示月票智能卡及附有持票人照片的有效全日制學生證／手冊、殘疾人士登記證等，以供查核資格，但「學生身分」或「殘疾人士身分」個人八達通並非優惠月票的證明文件；如月票持有人並非智能卡，需同時出示香港身份證。

## 外部連結
- 康樂及文化事務署 - 公眾游泳池月票計劃 （页面存档备份，存于）